# IRGM
IRGM (англ. Immunity related GTPase M) – білок, який кодується однойменним геном, розташованим у людей на короткому плечі 5-ї хромосоми. Довжина поліпептидного ланцюга білка становить 181 амінокислот, а молекулярна маса — 20 142.
| 10         |  | 20         |  | 30         |  | 40         |  | 50         |
| ---------- |  | ---------- |  | ---------- |  | ---------- |  | ---------- |
| MEAMNVEKAS |  | ADGNLPEVIS |  | NIKETLKIVS |  | RTPVNITMAG |  | DSGNGMSTFI |
| SALRNTGHEG |  | KASPPTELVK |  | ATQRCASYFS |  | SHFSNVVLWD |  | LPGTGSATTT |
| LENYLMEMQF |  | NRYDFIMVAS |  | AQFSMNHVML |  | AKTAEDMGKK |  | FYIVWTKLDM |
| DLSTGALPEV |  | QLLQIRENVL |  | ENLQKERVCE |  | Y          |  |            |

A: Аланін

C: Цистеїн

D: Аспарагінова кислота

E: Глутамінова кислота

F: Фенілаланін

G: Гліцин

H: Гістидин

I: Ізолейцин

K: Лізин

L: Лейцин

M: Метіонін

N: Аспарагін

P: Пролін

Q: Глутамін

R: Аргінін

S: Серин

T: Треонін

V: Валін

W: Триптофан

Кодований геном білок за функцією належить до гідролаз. 
Задіяний у таких біологічних процесах, як імунітет, вроджений імунітет, запальна відповідь, автофагія, поліморфізм. 
Білок має сайт для зв'язування з нуклеотидами, ГТФ. 
Локалізований у клітинній мембрані, мембрані, клітинних відростках, цитоплазматичних везикулах, апараті гольджі.